# Mường Cang
Mường Cang là xã thuộc huyện Than Uyên, tỉnh Lai Châu, Việt Nam.

## Địa lý
Xã Mường Cang có vị trí địa lý:
- Phía đông giáp xã Hua Nà
- Phía tây giáp xã Pha Mu
- Phía nam giáp xã Mường Kim và xã Tà Hừa
- Phía bắc giáp thị trấn Than Uyên và xã Mường Mít.

## Lịch sử
Năm 1978, xã Hua Nà và xã Mường Cang thuộc huyện Than Uyên, tỉnh Hoàng Liên Sơn được hợp nhất thành xã Nà Cang.
Xã Mường Cang được tái lập năm 2008 trên cơ sở 4.309,60 ha diện tích tự nhiên và 5.362 người của xã Nà Cang.
Năm 2011, điều chỉnh 1.400 ha diện tích tự nhiên của xã Pha Mu được chuyển về xã Mường Cang.
Xã Mường Cang có 5.709,6 ha diện tích tự nhiên và 5.580 nhân khẩu.